# Eduard Schrakamp
Joseph Eduard Georg Anton Schrakamp (* 28. Januar 1809 in Osnabrück; † 5. September 1861 in Warendorf) war ein deutscher Richter und Politiker.

## Leben
Schrakamp war der Sohn eines Kaufmanns und katholischer Konfession. Er besuchte das Gymnasium Carolinum in Osnabrück und studierte dann von 1825 bis 1829  Rechtswissenschaft in Berlin, Bonn und Göttingen. Danach war er von 1829 bis 1840 Auskultator und Referendar am Oberlandesgericht in Münster, seit 1840 Oberlandesgerichtsassessor, zunächst in Ibbenbüren, dann in Oelde und seit 1844 in Ahlen. Von 1849 bis 1851 war er Kreisrichter, von 1851 bis 1856 Kreisgerichtsrat und zwischen 1856 und 1861 Kreisgerichtsdirektor am Kreisgericht Warendorf.
Vom 3. Juni 1848 bis zum 19. Juli 1848 vertrat er den Wahlkreis 16. Provinz Westfalen (Drensteinfurt) in der Frankfurter Nationalversammlung. Im Parlament blieb er fraktionslos und stimmte mit dem Rechten Zentrum. Sein Nachfolger in der Nationalversammlung wurde Albert von Hartmann.
Schrakamp heiratete Maria, geborene Otterpohl. Aus er Ehe ging der Sohn Rudolf Schrakamp hervor.